# アンドロニコス4世パレオロゴス
アンドロニコス4世パレオロゴス（Ανδρόνικος Δ' Παλαιολόγος, 1348年4月11日 - 1385年6月28日）は、東ローマ帝国パレオロゴス王朝の皇帝（在位：1376年8月12日 - 1379年7月1日）。ヨハネス5世パレオロゴスの長男。

## 生涯
1352年頃、幼くして父の後継者に指名され、1356年にはブルガリア皇帝イヴァン・アレクサンダル（在位：1331年 - 1371年）の娘キラツァ・マリアと結婚した。2人の間には後に皇帝となるヨハネス7世パレオロゴスが生まれている。
順調な帝位継承の道を進んでいたかに見えたアンドロニコスは、しかし何時の頃からか父を排除して自らが単独支配者になる考えを抱き始める。1370年、父ヨハネス5世はイタリア訪問中に負債の問題でヴェネツィアにて拘束され、この時首都コンスタンティノポリスにて摂政を務めていたアンドロニコスは、拘束解除に必要な手付け金支払いを父から求められたにも拘わらず無視したとされる（この役割は弟マヌエルが果たしている）。この一件はアンドロニコスの最初の陰謀であると考えられる事が多かったが、特に悪意を込めての行動ではなく、単なる手違いであったようである。しかし既にこの頃アンドロニコスの周辺には、ヨハネスを排除し、彼を擁立せんとする有力貴族の集団が形成されつつあった。
アンドロニコスの野心はもっと大胆な計画の実行によって明らかになった。1373年、彼はオスマン帝国の皇帝ムラト1世（在位：1359年 - 1389年）の長男サヴジ皇子と密約を結び、互いの父に対する反逆に踏み切った。反乱軍は帝国の首都コンスタンティノポリス及びオスマン帝国の首都エディルネ周辺を確保する事に成功するが、当時小アジアに赴いていたムラトが帰還すると、速やかに鎮圧されてしまう。ムラトはサヴジの目を潰して廃嫡し、同様の行為をヨハネス5世にも求めた。しかしヨハネスは決断を欠き、アンドロニコスとまだ幼少の孫ヨハネス（7世）に対して目潰しを行ったものの、視力を完全に奪うには至らず、後に両者共に治療によって回復した。またアンドロニコスは帝位継承から外されて首都の城壁に付属するアネマスの塔に投獄された。代わって、弟マヌエルが共同皇帝・後継者に引き上げられた。
しかしアンドロニコスは権力への野心を諦める事なく再度の反逆に乗り出す。彼は、ダーダネルス海峡上に浮かぶテネドス島をめぐるヴェネツィアとジェノヴァの争いに際して前者を支持していたヨハネス5世に不満を抱くジェノヴァ人を味方に引き入れ、更にはムラト1世の支持も獲得して背後を固めると、1376年に再度の反乱に踏み切った。今度の反乱は成功し、アンドロニコスは遂にコンスタンティノポリスに皇帝として入城する。彼は早速父と二人の弟、マヌエルとテオドロスを、かつて自分が閉じこめられていたアネマスの塔に投獄して報復を完成すると同時に全権を掌握した。
かくして自らの野心を実現させたアンドロニコスであったが、その地位は長く続かなかった。アンドロニコスはムラトの支援を取り付けるに当たって、1354年にオスマン帝国に奪われた後1364年に回復していたカリポリスの割譲、歳費の支払いなどを約束しており、彼の登極はその履行を余儀なくさせた。しかしこれは国民感情を考えれば致命的な行為であり、急速に支持を失った。また、テネドス島を巡る一件は結局ヴェネツィア・ジェノヴァ戦争（第4次, 1376年-1381年）突入という最悪の結末を迎えた。アンドロニコスの権力基盤は揺らぎ、投獄されていた父ヨハネス5世と弟マヌエル達の反撃を許す事となった。
1379年、脱獄に成功したヨハネス5世達は、ヴェネツィアの支援でアンドロニコスの追い落としに成功する。同年7月1日、アンドロニコスはコンスタンティノポリスを追われ、トラキア・マルマラ海沿岸のセリュンブリア（中世ギリシア語ではシリンヴリア）に逃れた。それでもなお野心を捨てることなく復権を目指し、それをオスマン帝国とジェノヴァが後押しした。アンドロニコスはトラキア沿岸で勢力を維持し、1381年には皇帝称号、帝位継承権、トラキア沿岸地方の行政権保有を正式に承認された（従って、マヌエルの継承権は剥奪となった）。
アンドロニコスは長い戦いの末にその地位を保証されたのであるが、それでもなお父への敵対を止めず、1385年に再度父への反抗を企てた。しかしこれは失敗に終わり、間もなくセリュンブリアにて死去した。
衰退する帝国の国運を更に悲惨なものへと落ち込ませた主犯と酷評されるアンドロニコスであるが、父への反抗を企てたその最初の動機については、記録が乏しい事もあって明確とは言えない。しかし、一度行動に踏み切った後、彼にはもはや他の選択肢は残されていなかった。父と子の争いは、いわば背後にあるヴェネツィアとジェノヴァの代理戦争の性格を持っていたし、もう一つの支持勢力、オスマン帝国のムラト1世は東ローマ帝国、或いはパレオロゴス家内部の争いが自国を利する事を知っていた。アンドロニコスは彼自身の真意に関係なく、もはやこうした外部勢力の道具としての役回りを演ずるしかなかったのである。この点はその野心を引き継いだ息子ヨハネス7世についても同様であろう。